# Elisso Virssaladze
Elisso Konstantinovna Virssaladze (transcrit aussi Virsaladze ou Wirssaladze) (en géorgien : ელისო კონსტანტინეს ასული ვირსალაძე ; en russe : Элисо Константинoвнa Вирсаладзе), née à Tbilissi (RSS de Géorgie) le 14 septembre 1942, est une pianiste géorgienne.

## Débuts
Elle a commencé ses études de piano avec sa grand-mère Anastasia Virssaladze, élève de Anna Esipova. Celle-ci était une pianiste reconnue, et lui enseignait en privé mais également à l'école pour surdoués de Tbilissi, où elle était professeur. Après avoir obtenu son diplôme au conservatoire local, Elisso Virssaladze part étudier au Conservatoire Tchaïkovski de Moscou où elle a comme professeurs Heinrich Neuhaus et Iakov Zak, avant de devenir l'assistante de Lev Oborine dans sa classe au Conservatoire.
Elle donne ses premiers concerts à l'âge de 16 ans, et gagne son premier concours en 1959, au Festival international de Vienne après avoir reçu le troisième prix du Concours international Tchaïkovski. Elle acquiert ainsi une certaine renommée, particulièrement du fait de son jeune âge.
En 1966, elle gagne la médaille d'or du Concours Schumann de Zwickau, en Allemagne. En 1976, elle a reçu le Prix Robert-Schumann remis par la ville de Zwickau.

## Carrière
Bien qu'Elisso Virssaladze ait une réputation indiscutable et qu'elle fasse partie de l'élite pianistique mondiale, sa carrière de soliste a été moins spectaculaire que celle de certains de ses condisciples. Ses tournées sont volontairement occasionnelles, afin de pouvoir se consacrer à l'enseignement. En 1983, elle est néanmoins citée par Mark Zilberquit dans son livre Grands pianistes modernes de Russie.
Elle fait régulièrement partie du jury des grands concours internationaux, comme le Concours International de Piano de Santander Paloma O’Shea en 1987, le Concours Rubinstein de Tel Aviv, le Concours international Tchaïkovski de Moscou, et en 2010 le Concours musical international Reine-Élisabeth-de-Belgique. Elle enregistre pour plusieurs productions, et joue régulièrement en duo avec la violoncelliste Natalia Gutman. Comme concertiste, elle collabore avec des orchestres tels l'Orchestre philharmonique de Saint-Pétersbourg et le Royal Philharmonic Orchestra, et apparaît occasionnellement avec d'autres orchestres internationaux majeurs. Elle travaille enfin avec des chefs renommés, dont Rudolf Barshaï, Riccardo Muti, Kurt Sanderling, Iouri Temirkanov, Ievgueni Svetlanov ou Antoni Wit.
Son répertoire de prédilection réunit Mozart, Beethoven, Chopin, Prokofiev et tout particulièrement Schumann, pour lequel la critique lui a reconnu un talent d'interprétation particulier. Sviatoslav Richter a qualifié Elisso Virssaladze d'« incomparable schumanienne ».
Elle enseigne simultanément à la Musikhochschule de Munich et au Conservatoire Tchaïkovski de Moscou, où sa classe jouit d'une réputation unique d'exigence et de sévérité. En sont notamment sortis les pianistes Boris Berezovsky, vainqueur du Concours international Tchaïkovski en 1990, Aleksandar Madzar, Roustem Saïtkoulov ou Maria Masycheva, vainqueur du Concours international Marguerite-Long-Jacques-Thibaud en 2009.
On cite fréquemment son mot sur l'école de piano russe : « Les écoles de piano peuvent être bonnes ou mauvaises. La nôtre est très bonne ». 
Elisso Virssaladze a été un des derniers Artiste du peuple de l'URSS (distinguée en 1989).

## Discographie non exhaustive
Live Classics (disques intégralement enregistrés en concert) :
- Beethoven, Sonate pour violoncelle et piano n° 3, Trio avec clarinette, avec Natalia Gutman et Eduard Brunner, enregistré à Kreuth en 1992 et 1994
- Beethoven, Sonates pour violoncelle et piano n° 1 à 5, avec Natalia Gutman, enregistré au Concertgebouw d'Amsterdam, le 4 avril 1992. Il s'agit de l'unique enregistrement live en un concert de l'intégrale des sonates pour violoncelle de Beethoven.
- Beethoven, Variations sur un thème de Haendel, Sonate pour violoncelle n°3, Variations sur un thème de Mozart - Mendelssohn, Sonate pour violoncelle n° 2, avec Natalia Gutman, enregistré à Munich en 2000
- Brahms : 4 Klavierstücke op. 119 - Prokofiev, Visions Fugitives, Toccata, et al., enregistré à la Liederhalle de Stuttgart le 15 avril 1991
- Brahms, Sonate pour violoncelle et piano n° 1 - Grieg, Sonate pour violoncelle et piano, avec Natalia Gutman, enregistré à Kreuth en 1991
- Chopin, Nocturne op. 72, Polonaise-Fantaisie op. 61, Mazurka op. 68/2, Nocturne op. 27/1 & 2, Polonaise op. 53, Mazurkas op. 67/4, op. 30/4, op. 33/1 & op. 33/2; Valse op. 69/1, op. 34/2, op. posth., op. 64/1 & op. 18, Berceuse op. 57, enregistré à Munich, Karlsruhe, Nuremberg, Chemnitz, Milan, de 1992 à 1998.
- Chopin, 4 scherzos, nocturnes, enregistré à Milan en 1998 et Ingolstadt en 1999
- Chopin, Polonaise op. 26, Polonaise-Fantaisie op. 61, valses op. 64/3 & op. 70/2, Fantaisie op. 49, valse op. 69/1, Polonaise op. 53, mazurkas op. 59/1-3, Barcarolle op. 60, Valse op. 69/2, enregistré à Nagoya en 1999
- Chopin, 24 études, enregistré le 12 avril 1985 à Moscou. Il s'agit de l'unique enregistrement live en un concert de l'intégrale des deux cahiers d'études de Chopin.
- Chostakovitch, Trio avec piano n°1, avec Oleg Kagan et Natalia Gutman, enregistré à Kuhmo en 1982
- Liszt, Mephisto-Waltz n° 1, Sonnet 104 de Pétrarque - Chostakovitch, 24 préludes, enregistré à Milan en 1995 et 2001
- Mendelssohn, Lieder ohne Worte, op. 109, Sonate pour violoncelle n°2, Trio avec piano n°2, avec Natalia Gutman et Oleg Kagan, enregistré à Kreuth en 1997 et Moscou en 1998
- Mozart, 9 Variations sur Lison dormait, Fantaisie K.475, Sonate n°14 KV. 457 - Prokofiev, Sonate n°8, enregistré le 15 janvier 1995 à la Herkulessaal de la Résidence de Munich
- Mozart, Sonate n°10 K.310, Rondo K.485, Rondo K.511 - Tchaïkovski, Grande Sonate op. 37, enregistré à Milan en 1995 et 1997 et Parme en 2002
- Rachmaninov, Sonate pour violoncelle - Chopin, Sonate pour violoncelle, avec Natalia Gutman, enregistré à Kreuth en 2003 et Ascona en 2004
- Schubert, Sonate n° 17 D.850, Moment musical op. 94/2, Der Erlkönig (arr. Liszt) - Brahms, Sonate n° 1 - Liszt, 3 Études de concert, Mephisto-Waltz n°1, enregistré au Wigmore Hall de Londres le 16 octobre 1993
- Schubert, Wanderer Fantasie, Impromptus D. 935, enregistré à Nuremberg en 1995 et Milan en 1997
- Schubert, Adagio D.612, 2 Grazerwalzer D.924, Sonate n° 13 D.664, Allegretto D.915, 3 Klavierstücke D.946, enregistré à Milan en 1997 et principalement à Moscou en 1998 lors d'un concert au musée des beaux-arts Pouchkine, à la mémoire de Sviatoslav Richter, décédé quelques mois plus tôt.
- Schumann, Sonates n°1 & 2, Waldszenen, enregistré à Moscou, 1973 et 1980
- Schumann, Novelettes n°1 et 2, Sonate pour violon op. 105, avec Oleg Kagan
- Schumann, Phantasiestücke op. 12, Kreisleriana, enregistré à la Liederhalle de Stuttgart, le 15 avril 1991
- Schumann, Arabeske, Sonate n° 1, Fantaisie - Schumann/Liszt, Widmung, enregistré à Tours le 11 juin 1994, sauf l'Arabeske (Feldafing, 1995)

Melodiya :
- Chopin, Concerto pour piano n°1 - Schumann, Concerto pour piano, avec l'Orchestre philharmonique de Moscou et Dimitri Kitaenko enregistrés à Moscou le 11 mars 1977
- Chopin, Sonate n°3, Mazurkas op. 30/4 & op. 33/2, Valses op. 34/1 & op. 69/1, Polonaise-Fantaisie op. 61, Nocturne op. 27/2, Polonaise op. 53
- Liszt, Trois études de concert, Rhapsodie espagnole
- Mozart, Concerto pour 2 pianos K.365, Concerto pour 3 pianos K.242, avec Tatiana Nikolaïeva, Nikolaï Lugansky (K.242), l'Orchestre de chambre de Lituanie et Saulius Sondezkis, enregistrés à Moscou le 7 février 1986
- Mozart, Sonates pour piano K.330, K.331, K.332, K.333 & K.457
- Schumann, Sonate op. 11, Fantasiestücke op.12, Novelettes op.21

Teldec :
- Brahms, Quintette avec piano, avec le Quatuor Borodine

Northern Flowers :
- Taneïev, Quatuor pour piano et cordes op. 20, avec Vladimir Ovcharek, Vladimir Stopichev et Iosif Levinson, enregistré à Saint-Pétersbourg en 1987

DVD
- Schumann, Kreisleriana - Prokofiev, Sarcasmes, Sonate n°2, et al., enregistré à La Roque d'Anthéron en 2004 (Idéale Audience/Naïve)
- Ravel, Concerto pour la main gauche, avec l'Orchestre philharmonique de Saint-Pétersbourg et Dimitri Alexeev, enregistré le 1er juin 2003 à Saint-Pétersbourg (Euroarts)

## Sources
- Classical Music Archives
- Pro-artist